# Saltburn (Film)
Saltburn ist ein US-amerikanischer Spielfilm von Emerald Fennell aus dem Jahr 2023. Der Thriller handelt von einem jungen Hochschulstudenten, der die Bekanntschaft mit einer exzentrischen englischen Aristokratenfamilie macht. Die Hauptrollen übernahmen Barry Keoghan und Jacob Elordi. Die Uraufführung fand Ende August 2023 im Rahmen des Telluride Film Festival statt. Der Film hatte im November 2023 seinen Kinostart.

## Handlung
England, Mitte der 2000er-Jahre: Oliver Quick studiert an der University of Oxford. Er kämpft darum, seinen Platz an der renommierten Hochschule zu finden. Eines Tages macht er die Bekanntschaft mit dem charmanten Aristokraten Felix Catton. Dieser lädt ihn einen Sommer lang nach Saltburn ein, auf das weitläufige Anwesen seiner exzentrischen Familie. Für Oliver wird es ein Sommer, den er niemals vergessen wird.
In Saltburn lernt Oliver Felix’ exzentrische Eltern Sir James und Lady Elspeth, seine Schwester Venetia und Elspeths Freundin Pamela sowie seinen US-amerikanischen Cousin Farleigh kennen, zu dem Oliver schon als Klassenkamerad in Oxford ein gespanntes Verhältnis hatte. Oliver gewinnt schnell die Sympathien von Félix’ Familie (mit Ausnahme von Farleigh), und seine Besessenheit von Felix wächst. Eines Nachts, nachdem er Felix beim Masturbieren in der Badewanne beobachtet hat, trinkt er lüstern das mit Sperma versetzte Badewasser. Später sieht er Venetia vor seinem Schlafzimmerfenster warten und vollzieht mit ihr Oralsex, während sie ihre Tage hat. Farleigh wird Zeuge davon und informiert Felix, aber Oliver behauptet, dass nichts passiert sei, als Felix ihn zur Rede stellt. In der Nacht macht Oliver Farleigh sexuelle Avancen und bedroht ihn dabei. Am nächsten Morgen wirft James Farleigh aus dem Haus, nachdem er von Sotheby’s erfahren hat, dass er beabsichtigt, einige von James' Wertgegenständen zu verkaufen. Oliver intrigiert nach und nach gegen die gesamte Familie, tötet einzelne Mitglieder, bis er am Ende das gesamte Anwesen besitzt.

## Entstehungsgeschichte

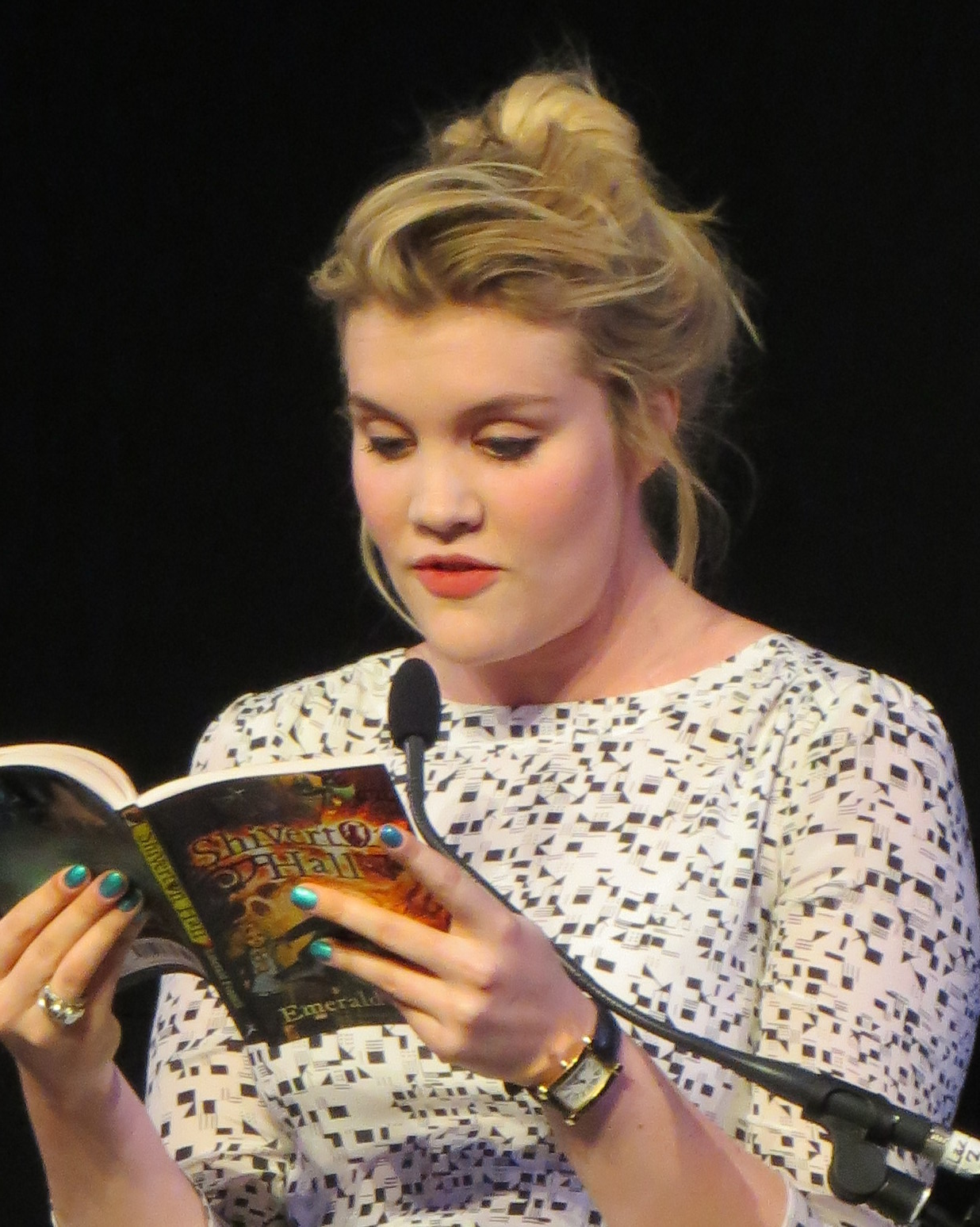
Filmemacherin Emerald Fennell (2013)

Saltburn ist der zweite Spielfilm der britischen Regisseurin und Drehbuchautorin Emerald Fennell nach ihrem erfolgreichen Langfilmdebüt Promising Young Woman (2020). Auch verfasste sie das Drehbuch und trat gemeinsam mit Josey McNamara, Tom Ackerley und Margot Robbie als Produzentin in Erscheinung. Als Produktionsunternehmen wurden die US-amerikanischen Filmstudios Metro-Goldwyn-Mayer (MGM) und Amazon Studios gemeinsam mit MRC Film und Robbies Gesellschaft LuckyChap Entertainment gewonnen. Das Werk wird als „eine böse Geschichte über Privilegien und Sehnsüchte“ sowie als Drama, Komödie, Suspense und Arthousefilm angepriesen. Bereits bei Promising Young Women hatte Fennell verschiedene Genre-Elemente miteinander verwoben. Auch wurden Vergleiche zu Patricia Highsmiths Kriminalroman Der talentierte Mr. Ripley gezogen.
Das Projekt wurde Ende Januar 2022 angekündigt. Für die männlichen Hauptrollen wurden der irische Schauspieler Barry Keoghan als Oliver Quick sowie der Australier Jacob Elordi für den Part des Felix Catton verpflichtet. Zum weiteren Schauspielensemble gehören die britische Darstellerin Rosamund Pike, die Irin Alison Oliver sowie die Schauspieler Richard E. Grant und Archie Madekwe. Auch bekleidet Carey Mulligan, Hauptdarstellerin aus Promising Young Woman, eine Rolle.
Die Dreharbeiten unter dem schwedischen Kameramann Linus Sandgren begannen ab Mitte Juli 2022. Gedreht wurde an verschiedenen Orten im Vereinigten Königreich. Für die anschließende Postproduktion wurde die Editorin Victoria Boydell gewonnen.

## Veröffentlichung und Rezeption
Die Premiere von Saltburn erfolgte am 31. August 2023 auf dem 50. Filmfestival von Telluride (Colorado). Der Kinostart in den USA und im Vereinigten Königreich erfolgte im November 2023.
Laut Angaben von Alberto Barbera, Leiter der Filmfestspiele von Venedig, sei Saltburn sowohl seinem Festival als auch jenen von Telluride und Toronto angeboten worden. Er habe Fennells Regiearbeit relativ spät, im Juni 2023, sichten können. Amazon hätte sich aber für eine Uraufführung in Telluride (31. August bis 4. September 2023) und eine anschließende Präsentation in Toronto entschieden.
Von den auf der Website Rotten Tomatoes aufgeführten 247 Kritiken sind 72 Prozent positiv („fresh“). Das Fazit der Seite lautet, dass Saltburn „mit Bonbons überzogen“ und dabei gleichzeitig „scharfsinnig“ sei. Der Film sei „ein ausschweifender Anstoß für die Sinne, der für die meisten belebend sein“ werde. Auf der Website Metacritic erhielt Saltburn dagegen nur eine Bewertung von 61 von 100 möglichen Punkten, basierend auf 53 ausgewerteten englischsprachigen Kritiken. Dies entspricht allgemein positiven Bewertungen („generally favorable“). Das Werk schnitt damit leicht schlechter ab als Fennells Regiedebüt Promising Young Woman.
Die internationale Premiere von Saltburn fand als Eröffnungsfilm des Anfang Oktober veranstalteten London Film Festivals statt. Festivalleiterin Kristy Matheson lobte Fennells Regiearbeit vorab als „ehrgeizigen Film“, „fachmännisch gestaltet“ und für ihren „aufregenden Nervenkitzel“. Auch hob sie die „außergewöhnlichen“ Schauspielleistungen, „köstlichen Wendungen in der Handlung“ und den Soundtrack aus „Popknallern des frühen 21. Jahrhunderts“ hervor.
In Deutschland schrieb Sebastian Seidler auf dem Online-Portal Filmdienst, dass der Film den „Habitus“ der britischen Oberschicht, „satirisch-unterhaltsam“ in den Figuren zu verdichten verstehe. Mit dem „Sprung auf das herrschaftliche Anwesen“ verwandele sich der Film aber zunehmend in einen „queeren Liebesfilm“, dessen „Bilder des Begehrens“ von „provokanter Rohheit“ seien. Auch wenn die finale Enthüllung „vorhersehbar“ sei, verliere der „schneidende Blick auf die Klassengesellschaft nichts von seiner intellektuellen Wucht“.
Im Gegensatz dazu schrieb Kai Mihm in der Zeitschrift epd Film, dass Emerald Fennell zwar „als Tochter eines berühmten britischen High-Society-Juweliers“ genau wisse, „wovon sie erzählt“. Allerdings frage man sich bald, „worauf das Ganze hinauslaufen soll“. Fennell werfe diverse Köder aus und spiele „virtuos mit Bezügen zu Luis Buñuel, Oscar Wilde und Charles Dickens“, sie häufe „Motive wie homoerotisches Verlangen und Außenseitertum“ an, nur gelinge es ihr nicht, „aus dem Reichtum an Referenzen und Ideen“ etwas zu entwickeln, das über „Oberflächenreize“ hinausgehe. Stattdessen verfalle sie in eine „Aneinanderreihung »provokativer« Szenen“, die „immer ein bisschen abstruser, immer eine Nummer schockierender und dabei immer sehr symbolschwanger“ seien, wie „Spezialeffekte für Intellektuelle.“
In einem Video des YouTube-Kanals Die Filmanalyse setzte Wolfgang M. Schmitt Saltburn auf Platz 8 der „schlechtesten Filme des Jahres 2023“. Schmitt konstatierte dem Film eine lediglich zugeschriebene Skandalisierung, die gezeigten Provokationen seien lediglich „ein neuer Moralismus“, der Film sei eine „handzahme und durch und durch spießbürgerliche Kapitalismuskritik“.

## Soundtrack
Wie schon bei Promising Young Woman wurde die Filmmusik von Anthony Willis komponiert. Daneben gab es auch wieder eine Reihe bekannter Popsongs aus den 2000er-Jahren, die im Film verwendet wurden. Darunter waren der Nummer-1-Hit Sound of the Underground von Girls Aloud und Mr. Brightside von den Killers, mit nicht ganz 400 Wochen das Lied mit dem längsten Aufenthalt in den Top 100 in der britischen Chartgeschichte. Nachdem der Film zum Jahresende zum Streaming bei Amazon Prime freigegeben worden war, wurden zwei Songs zu Hits bei TikTok: Murder on the Dancefloor von Sophie Ellis-Bextor und Perfect (Exceeder) von Mason vs. Princess Superstar. Beiden Liedern gelang auch der Wiedereinstieg in die britischen Charts, wobei Murder on the Dancefloor nach 22 Jahren zum zweiten Mal bis auf Platz 2 vorstieß.

## Auszeichnungen
Auf dem US-amerikanischen Filmfestival von Mill Valley wurde Emerald Fennell mit dem Mind the Gap Award als „Filmemacherin des Jahres“ ausgezeichnet. Im selben Jahr erhielt sie den Publikumspreis des Festivals von Savannah, während Filmkomponist Anthony Willis für den Hollywood Music In Media Award nominiert wurde. Bei den Golden Globe Awards 2024 folgten Nominierungen für Hauptdarsteller Barry Keoghan und Nebendarstellerin Rosamund Pike.